# Johannes Iversen
Johannes Iversen (født 27. december 1904 i Sønderborg, død 17. oktober 1971) var en dansk palæoøkolog og planteøkolog, som var med til at grundlægge pollenanalyse som en videnskabelig disciplin.